# Trachylepis seychellensis
Trachylepis seychellensis é uma espécie de réptil escamado da família Scincidae. Apenas pode ser encontrada nas Seicheles.
Os seus habitats naturais são: florestas secas tropicais ou subtropicais , florestas subtropicais ou tropicais húmidas de baixa altitude, florestas de mangal tropicais ou subtropicais, matagal árido tropical ou subtropical, matagal húmido tropical ou subtropical, plantações , jardins rurais, áreas urbanas, florestas secundárias altamente degradadas e vegetação introduzida.